# Talsperre Cedillo
Die Talsperre Cedillo (spanisch Presa de Cedillo) ist eine Talsperre mit Wasserkraftwerk in der Gemeinde Cedillo, Provinz Cáceres, Spanien; sie liegt im binationalen Parque natural del Tajo Internacional. Sie staut sowohl den Tajo als auch den Sever, die hier beide die Grenze zu Portugal bilden, zu einem Stausee auf. Die Talsperre dient der Stromerzeugung. Sie wurde 1975 (bzw. 1978) fertiggestellt. Die Talsperre ist im Besitz von Iberdrola Generacion S.A. und wird auch von Iberdrola betrieben.

## Absperrbauwerk
Das Absperrbauwerk ist eine Bogengewichtsmauer aus Beton mit einer Höhe von 66 m über der Gründungssohle. Die Mauerkrone liegt auf einer Höhe von 120 m über dem Meeresspiegel. Die Länge der Mauerkrone beträgt 413 (bzw. 418) m. Das Volumen der Staumauer beträgt 239.000 (bzw. 830.000) m³.
Die Staumauer verfügt sowohl über einen Grundablass als auch über eine Hochwasserentlastung. Über den Grundablass können maximal 504 m³/s abgeleitet werden, über die Hochwasserentlastung maximal 16.200 m³/s. Das Bemessungshochwasser liegt bei 17.000 m³/s.

## Stausee
Beim normalen Stauziel von 115 m erstreckt sich der Stausee über eine Fläche von rund 14 km² und fasst 260 (bzw. 261) Mio. m³ Wasser.

## Kraftwerk
Die installierte Leistung des Kraftwerks beträgt 440 (bzw. 495 oder 500) MW. Die Fallhöhe beträgt 35 m; der maximale Durchfluss liegt bei 1500 m³/s. Das Maschinenhaus befindet sich unterhalb der Staumauer in der Mitte.